# 吉河順央
吉河 順央（よしかわ すなお、1月8日 - ）は、日本の女性歌手、アイドル、声優。
2021年10月より放映のテレビアニメ『ワッチャプリマジ！』で声優デビュー。元DEARSTAGE Inc.所属及び『STAR☆ANIS』の元メンバーで、現在はフリーランスで活動中。東京都出身。血液型はA型。身長153cm。愛称は「すぅちゃん」「スッピヨ」。

## 概要
でんぱ組.inc等を輩出したライブ&バー「秋葉原ディアステージ」の立ち上げに携わり、店名の命名、ロゴデザイン、制服デザイン、ライブ・イベント企画などを担当。
国内外を問わない精力的なライブ活動を行いながらサウンドユニット『LAZY GUNG』のボーカルを務め、家庭用ゲーム・PCゲーム等への主題歌・挿入歌を提供するほか、BEMANIシリーズのコンポーザーとして知られるkors k(斎藤広祐)にその情熱的な歌声を買われフィーチャリング参加した楽曲が同シリーズの筺体各種に収録されている。コンピレーションアルバムへの参加多数。
アーケードゲーム及びテレビアニメ「アイカツ!」主題歌、挿入歌を担当するSTAR☆ANISのメンバーに抜擢され、登場キャラクター「紫吹 蘭」「風沢 そら」の初代Vo.を担当。
フリーランスになり、アニメ監督水島精二を企画協力に迎えリリースしたオリジナル・アルバム『AND DIAMOND』は完売後iTunes、Amazonにて音楽配信をスタートし、Amazonデジタルミュージックダウンロードランキング1位、iTunes総合ランキング11位、J-POPランキング7位にランクインした。また2021年５月にも再び水島精二ディレクションでリリースしたオリジナルEP『FOR NOW』もAmazonデジタルミュージックダウンロードランキング1位、iTunes総合アルバムランキング7位にランクインした。
2021年、テレビアニメ『ワッチャプリマジ!』のきゃろん役で声優デビュー。
2023年、一般男性との結婚を発表。

## 来歴
2007年
- 11月、秋葉原ディアステージ立ち上げに携わり、制服デザイン、ライブディレクションなど店内プロデュースを担当しプレオープン[1]。12月にグランドオープン。

2008年
- 黒崎真音、古川未鈴、西村めめ(相沢梨紗)、うさぎのなみ平らとディアステージ店内から都内のライブイベントに出演するようになる。

2009年
- 1月12日、うさぎのなみ平との期間限定2人組ボーカルユニット「ピヨラビ」として1st single「光のキャンベル」を発売、オリコンインディーズ週間チャート初登場1位、総合デイリーチャート15位を記録[1]。
- 6月、アニメソングシンガーELISAの生放送番組『ELISAの教えて！アニメ先生〜2nd season〜』MCを担当[1]。

2010年
- 7月、ブラジル・サンパウロで開催されたアニメコンベンション『Anime Friends 2010』に栗林みな実、米倉千尋、美郷あき、オーラルヴァンパイアらとライブ出演[1]。
- 8月7･8日、『TOKYO IDOL FESTIVAL 2010』出演。
- 8月18日、夢眠ねむとのUstream番組「たぬぴよラジオ」放送スタート[1]。
- 12月25日、吉河がデザインを手がけた米倉千尋のアニソン・カヴァーアルバム『泣けるアニソン』リリース記念「泣けるアニソンLIVE」米倉千尋、相沢梨紗と共に出演。

2011年
- 4月、佐藤ひろ美をゲストに迎えた東日本大震災へのチャリティーライブを秋葉原ディアステージにて開催、黒崎真音と共に出演。
- 4月、ささかまリス子と共にシンガポールにて、シンガポール・フライヤー3周年記念イベント「SAKURA FEST」出演。

2012年
- 10月、テレビアニメ「アイカツ!」OP・ED主題歌、挿入歌を担当するSTAR☆ANISのメンバーに抜擢される[1]。
- 10月20日、ヨドバシカメラマルチメディアakibaにて「『キング オブ プロレスリング』発売記念 真壁刀義＆田口隆祐トークイベント」MC出演[4]。

2013年
- 1月4日、新日本プロレス「WRESTLE KINGDOM 7 〜EVOLUTION〜 in 東京ドーム」パンフレットに赤井沙希、三田佐代子、二階堂綾乃らとトークインタビュー掲載。
- 6月、ダイバーシティ東京『@JAM 2013 Next Stage LIVE』出演。
- 10月、秋葉原ディアステージを所有する株式会社モエ・ジャパンを離れフリーになる。
- 12月、横浜でのライブイベントにてSTAR☆ANISを卒業。

2014年
- 1月26日、 ZEPP TOKYOにて行われたRyu☆の青龍名義のアルバム『BLUE DRAGON』(EXIT TUNES)リリースイベントに出演。
- 8月16日、 アニメ監督の水島精二を企画協力に迎え、1st album『AND DIAMOND』をリリース[1]。
- 10月10日、新宿ロフトにて『リスアニ!ナイト Vol.02』に水島精二と共に出演。
- 11月15日、TOKYO DOME CITY HALLにて行われた『Live5pb.2014』にLAZYGUNGとして出演。

2015年
- 2月20日、渋谷にあるカレー飲食店カリガリの秋葉原店がオープン。フロアディレクション及び制服のデザイン等のプロデュースを担当[5]。
- 5月、MOGRA地下冒険TOUR2015 〜 夜の世界はまだ知らない音ばかりFINAL at 横浜ベイホールにkz(livetune)、tofubeats(LIVE SET)、夢眠ねむらと共に出演。

6月、1st album『AND DIAMOND』完売のためiTunesとAmazonでの音楽配信をスタート。Amazonデジタルミュージックダウンロードランキング1位、iTunes総合ランキング11位、J-POPランキング7位にランクイン。
2016年
- 3月31日、秋葉原MOGRAにて、吉河順央＆ささかまリス子主催イベント「どんどん破天荒ジャック」を開催。
- 10月9日、大阪市中央区に栗原ゆうとともに、ライブカフェ＆バー　エミュリボンをグランドオープンさせる[6]。

2017年
- 2月8日から、療養のため活動休止に入る[7]。

2018年
- 11月22日、新木場 STUDIO COASTにて夢眠祭〜夢眠ねむ芸能活動10周年感謝記念〜出演。

2021年
- 5月4日、アニメ監督の水島精二をディレクション協力に迎え、デジタルEP『FOR NOW』をリリース。
- 10月、テレビアニメ『ワッチャプリマジ!』のきゃろん役で声優デビュー[8]。

## ディスコグラフィ

### アルバム
- 1st album 『AND DIAMOND』 2014/8/16[9][10]

1. ReReLaRISING （作曲：折倉俊則、作詞：吉河順央）
2. Shout and Shout （作曲：fu mou、作詞：吉河順央、fu_mou）
3. 隣の彼方のエトワール （作曲：michitomo、作詞：吉河順央）
4. あなたに似たひと （作曲：コジマミノリ、作詞：只野菜摘）
5. ヘルコップ  （作曲：RAVEMAN（オーラルヴァンパイア）、作詞：エキゾチカ（オーラルヴァンパイア））
6. FluoriteBouquet （作曲：柳英一朗 、作詞：吉河順央）
7. ノーフォーリンラブ,ノーライフ （作曲：kors k、作詞：吉河順央）
8. NoisyHappyOrigin! （作曲：PandaBoy、作詞：吉河順央）

#### ミニアルバム
- 2010/5/5 1st mini album 「NEWESTSTAR」（LAZY GUNG として）[2]

1.NewEstRust
2.GUTTER STAR
3.片恋のアゲハ
4.ルシディティ
5.明けの星見上げて、つないで
6 - 10.All Songs Instrumental
- 2010/10/31 2nd mini album 「PLANET GYPSY」 （LAZY GUNGとして）[2]

1.アストロブライツ
2.Nights of Arcanum Red
3.Strawberry Fiction
4.Akashic Gazer
5.同じ夜明け
6 - 10.All Songs Instrumental
- 2011/8/12 3rd mini album 「YELLOW FLAG」 （LAZY GUNG として）[2]

1.FLAG FLAG
2.doomsday refrain
3.紫焉
4.sweety
5.GUTTER STAR-情熱のガーターベルト-
6 - 10.All Songs Instrumental
- 2013/4/29「Sooopiyo EP」（ kors k feat.吉河順央として）[2]

1. Border Line
2. 90s J-Pop
3. Melody
4. おやすみ-Oyasumi-
5. 90s J-pop(HommarjuRemix)
6. おやすみ-Oyasumi-(AkiraComplexRemix)
7. Lazy Gung-Strawberry Fiction(korskRemix)
8. Rush!!(LongVersion)

- 2021/5/4「FOR NOW」

1. many merry number
2. Thunderclap in the sky
3. オーロラフリル
4. Knock'n On!

### シングル
- 1st single 「光のキャンベル」 2009/1/12（ボーカルユニット・ピヨラビとして）[2]
- 「Strawberry Fiction!」2011/5/11（LAZY GUNGとして）[2]
- 「Signalize!/カレンダーガール」 2012/11/21 （わか, ふうり, すなお, りすこ from STAR☆ANISとして）[2]

### 他者のCDに収録された音楽
- 2009/5/27コンピレーションアルバム「もえ☆ダンス presented by アニメ☆ダンス」収録の 「ROMANTIC SUMMER」（ ピヨラビとして）[2]
- 2009/7/1「アニソンぷらす×アニメ☆ダンスコレクション」収録の 「Don't say "lazy"」（吉河順央として）[2]
- 2009/8/14 コンピレーションアルバムLantis presents「スタ☆コレ」収録の「Gravity」 （ピヨラビとして）[2]
- 2010/1/27 CDアルバム「animenitro2 〜ANiRe:MATiON EGGs〜」収録の 「キミシニタモウコトナカレ」（吉河順央（ピヨラビ）として） [2]
- 2010/5/26 コンピレーションアルバム「アニメ☆ダンス BEST GIG」収録の「バラライカ」（ ピヨラビとして）、「Super Driver」（ 吉河順央として）[2]
- 2010/12/29 東方幻想峠最速伝説〜「プロジェクトDownHill Queen」収録の 「akhet shimmer」（作編曲：荒木敬一郎 作詞：吉河順央）（吉河順央として）[2]
- 2011/3/2 「JOYSOUND presents アニソントランスラボラトリー〜ファーストレポート〜」収録の「創聖のアクエリオン」、「Butter-Fly」（ 吉河順央として）[2]
- 2011/3/13「紅魔城伝説Ⅱ妖幻の鎮魂歌サウンドトラック」収録の 「紫焉」（ LAZY GUNGとして）[2]
- 2011/8/12「東方SF〜音と弾幕と学園モノ〜」収録の「Shanghai Knows...」（作編曲：荒木敬一郎 作詞：吉河順央）（吉河順央として）[2]
- 2011/8/13 Barbarian On The Grooveオリジナルフルアルバム「Barbarossa」収録の「Bailarina Loca」（吉河順央として）[2]
- 2011/12/29「東方マヨヒガＴＶ〜博麗神社☆プロデュース〜」収録の「MAIDEN NIGHT」（作編曲：荒木敬一郎 作詞：吉河順央）（吉河順央として）[2]
- 2012/5/27東方アレンジアルバム「FORLANE | REI」収録の 「Cross World」 （吉河順央として）[2]
- 2012/5/27 東方アレンジアルバム「ABANDONED DANCEHALL」収録の「MSTRSPRK」（吉河順央として）[2]
- 2012/8/10「東方レイマリQUEST〜霊夢「この我のものとなりなさい、マリサよ」魔理沙「だが断る!…だぜ!!」〜」収録の 「アンロック・モアヌ」（ 吉河順央として）[2]
- 2012/8/11東方アレンジアルバム「Crimson Tempest」収録の「White Pieces」 （ 吉河順央として）[2]
- 2012/8/13 PCゲーム「幻奏童話ALICETALE」より「幻奏童話ALICETALE-キャラクターイメージアルバム-」収録の「誓約モノローグ」（ 吉河順央として）[2]
- 2012/10/28 I.L.C 6thアルバム「ラムネ星、みつけた。」収録の「25cm」、「光の跡」（sooopiyoとして）[2]
- 2013/3/27ゲームミュージックのサントラCDの KONAMI「GITADORA Original Soundtrack 1st season」収録の「Speeders」（kors k feat.吉河順央として）[2]
- 2013/10/23ゲーム・サウンドトラックCDのKONAMI「REFLEC BEAT colette ORIGINAL SOUNDTRACK VOL.2」収録の「 7 Colors」（ kors k feat.吉河順央として）[2]
- 2013/11/14 「HI・KA・RI Shining♪」収録の「 アイドル活動！」（ ヒカリ&蘭として）[2]
- 2013/11/27アーケード音楽ゲーム『jubeat saucer』のサウンドトラックCDのKONAMI「jubeat saucer ORIGINAL SOUNDTRACK -Cathy ＆ Marron-」収録の 「 Arousing 」（ DJ TOTTO feat.吉河順央として）[2]
- 2014/2/26 TVアニメ/データカードダス『アイカツ！』2ndシーズン挿入歌シングル2に収録された「Kira・pata・shining」（作詞：只野菜摘 作・編曲： PandaBoY）（すなお from STAR☆ANISとして）[2]
- 2014/8/27 TVアニメ/データカードダス アイカツ！のサントラCDの「アイカツ!の音楽!!02 」に収録された「KIRA☆Power (TV-size)」「オリジナルスター☆彡 (TV-size)」（すなお from STAR☆ANISとして）[2]
- 2022/5/25 TVアニメ『ワッチャプリマジ！』キャラクターソングミニアルバム PUMPING WACCHA! 02に収録された「こんな世界に告ぐ」（心愛れもん（鈴木杏奈）、きゃろん（吉河順央)として)
- 2022/7/20 TVアニメ『ワッチャプリマジ！』キャラクターソングミニアルバム PUMPING WACCHA! 03に収録された「チェックワンツー」（みゃむ（小池理子）、チムム（引坂理絵）、きゃろん（吉河順央）として)

### CD化されていない楽曲
- 2014年12月より、鍋販促ソング「なべたべタイム」（唄:吉河順央）が全国のすき家、 ベイシア、 コモディイイダ、Olympic他にて放送
- 2016年7月、ソフトクリーム販促ソング「もっと、もっと、ソフト」が全国のミニストップにて店内放送
- シーズン毎に全国の売り場でバレンタイン販促ソング「チョコっとパラダイス」、ハロウィングッズ販促ソング「UTAGEハロウィン」などが放送中。

## 出演

### テレビアニメ
- ワッチャプリマジ!（2021年10月 - 2022年10月、テレビ東京 他） - きゃろん 役[8]、ひな親衛隊 役

### webアニメ
- 悪魔くん（2023年11月9日） - 悪魔くん幼少期 役

### ゲーム
- ワッチャプリマジ!（2021年12月2日、アミューズメントゲーム） - きゃろん 役
- ワッチャプリマジ!スタジオ（2022年11月2日、アミューズメントゲーム） - きゃろん 役

### インターネット放送
- でんぱ組.incの夢眠ねむと共に2010年からUstreamで毎週見えるラジオ番組「たぬぴよラジオ」の生放送を開始[1]。（第1回放送は2010年8月18日）2017年12月からはTwichにて水曜の夜に不定期生放送中。
- 「ELISAの教えて！アニメ先生 〜2nd season〜」（2009年6月2日スタート毎週火曜日21:00から45分間生放送）をインターネット放送局 あっ!とおどろく放送局内で放送。アニメ&ヲタク用語やアニメ作品について視聴者と「すなお教授」がアニソン歌手のELISAに教えたり、熱く語るという番組[11]。2009年1月 - 3月まで放送していた「ELISAの教えて！アニメ先生」（毎週月曜日18:00から45分間生放送）から「教授」を変更して放送が決まった[12]。
- 「カリガリ・レディオ」（2015年3月下旬 - 不定期放送、ニコニコ生放送）- カレー店「秋葉原カリガリ」から。
- 「趣味の吉河スッピヨ」(2018年9月～）ゲーム実況を中心としたYoutubeチャンネル。

### 舞台・朗読劇
- ワッチャ！リーディング！マジック！（2023年9月15日 - 16日、一ツ橋ホール） - きゃろん 役[13]
- リーディングドラマ『かくして、瞬く』（2023年11月17日 - 19日、恵比寿エコー劇場） - 一ノ瀬唯 役[14]